# Ali Shakouri Rad
Ali Shakouri Rad (en persan : علی شکوری راد) est un homme politique iranien réformiste, membre du Front de participation à l'Iran islamique. Il a dirigé la campagne de Mustapha Moin lors de l'élection présidentielle iranienne de 2005.
Shakouri Rad a siégé au parlement iranien de 2000 à 2004, mais le conseil des gardiens de la constitution lui a interdit de se représenter aux élections législatives de 2004.
Il est emprisonné en 2012, pour avoir « propagé des mensonges et une propagande contre l'Iran ».